# Stenostomum reticulare
Stenostomum reticulare är en måreväxtart som beskrevs av Attila L. Borhidi. Stenostomum reticulare ingår i släktet Stenostomum och familjen måreväxter. Inga underarter finns listade i Catalogue of Life.